# Nónio

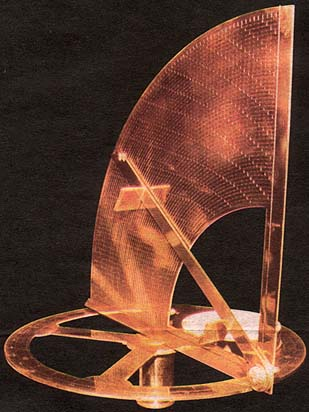
Nónio de Pedro Nunes

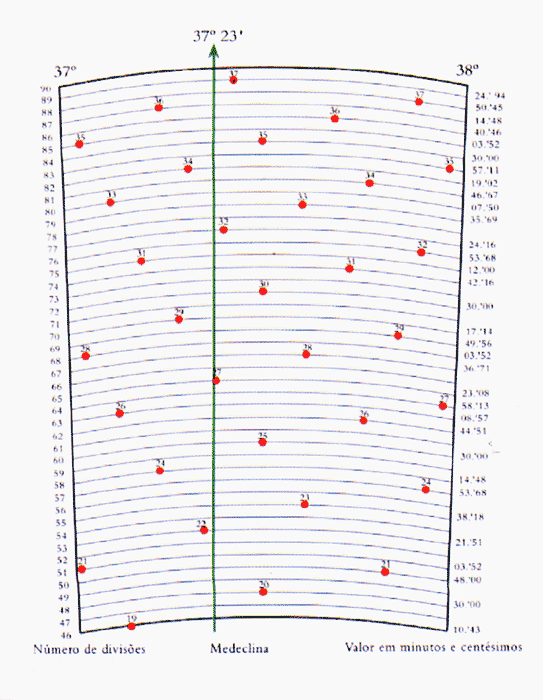
Esquema em que se mostram graficamente as posições do nónio, entre os 37º e 38º para a medição de um ângulo de 37º 23’ (onde se colocou a medeclina)

O nónio (português europeu) ou nônio (português brasileiro) é um dispositivo de medição inventado pelo matemático português Pedro Nunes. Através do nónio era possível efetuar medições com rigor de alguns minutos de grau, permitindo planear a navegação com uma margem de erro da ordem da dezena de quilómetros. 
Na França, o conceito foi modificado por Pierre Vernier, onde foi usado para construir instrumentos de metrologia com escalas de medição muito precisas.

## Funcionamento
O nónio pode ser descrito como um sistema de medição angular, que se instala por exemplo num astrolábio náutico ou num quadrante graduado de 0 a 90 graus; sendo que adicionalmente constroem-se internamente 44 arcos de circunferência concêntricos e graduados, mas que cada um desses arcos está sucessivamente dividido em apenas 89, 88, 87, até se chegar a 46 partes.
Ao medir-se assim um determinado ângulo intermédio onde seja necessário aferir não apenas os graus, mas também os minutos, é muito provável que o valor medido caia rigorosamente, ou muito próximo, numa divisão dos referidos arcos internos.

## Exemplares
Apesar de não restarem nos nossos dias exemplares originais de astrolábios ou quadrantes dotados com o nónio, pois era um trabalho árduo exigindo artífices de grande perícia que na época, não existiam em Portugal; é muito provável que vários exemplares tenham sido fabricados noutras cidades europeias durante a segunda metade do século XVI, como Augsburgo, Nuremberga ou Antuérpia. O nónio foi posteriormente usado para medições astronómicas pelo astrónomo dinamarquês Tycho Brahe.